# Arthur Ashe Stadium
Het Arthur Ashe Stadium is het hoofdstadion van de USTA Billie Jean King National Tennis Center en wordt gebruikt tijdens de US Open. Het stadion ligt in Flushing in het New Yorkse stadsdeel Queens en is vernoemd naar Arthur Ashe, de eerste zwarte Amerikaanse tennisser die een Grand Slam won. In 2019 werd er voor het eerst de Fortnite World Cup gehouden.

## Geschiedenis
Het stadion werd in 1997 geopend en kostte ruim 250 miljoen dollar, het nieuwe stadion verving het Louis Armstrong Stadium als hoofdstadion van de US Open. Hierdoor werd het aantal zitplaatsen voor het toernooi verdubbeld. Behalve de 22.547 zeteltjes bevat het stadion ook nog 90 skyboxen, vijf restaurants en twee verdiepingen die speciaal voor spelers zijn gereserveerd. Het is daardoor met afstand het grootste tennisstadion ter wereld.
In 2005 werd de groene kleur van het tennisveld veranderd in: blauw op het veld en lichtgroen rond het veld. Alle tennisstadions voor de US Open Series gebruiken sindsdien die kleuren. Een jaar later werd Hawk-Eye geïnstalleerd.
Op 19 juli 2008 werd in het stadion de eerste basketbalwedstrijd ooit in de open lucht gehouden, dit was om geld in te zamelen voor borstkankeronderzoek.
Sinds 2016 kan dit stadion net als het Centre Court van Wimbledon en de Rod Laver Arena van het Australian Open overdekt worden bij regen, zodat ook hier bij slecht weer de partijen kunnen worden voortgezet. Alleen gaat het dak hier sneller dicht dan op Wimbledon, namelijk in 7 minuten (op Wimbledon duurt dit 30 minuten), zodat de partij tijdens het sluiten minder lang hoeft te worden onderbroken.

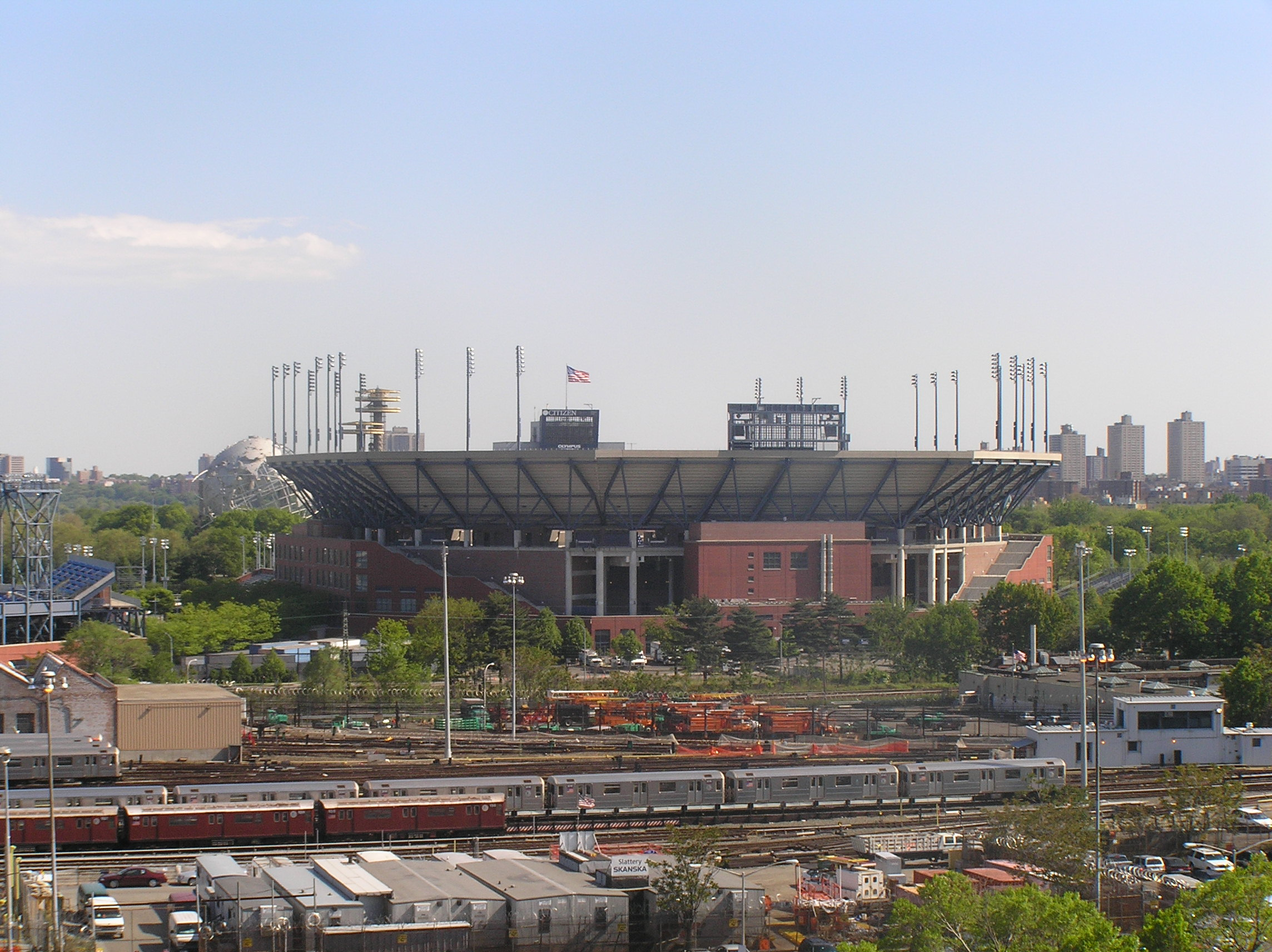
Zijaanzicht Arthur Ashe Stadium
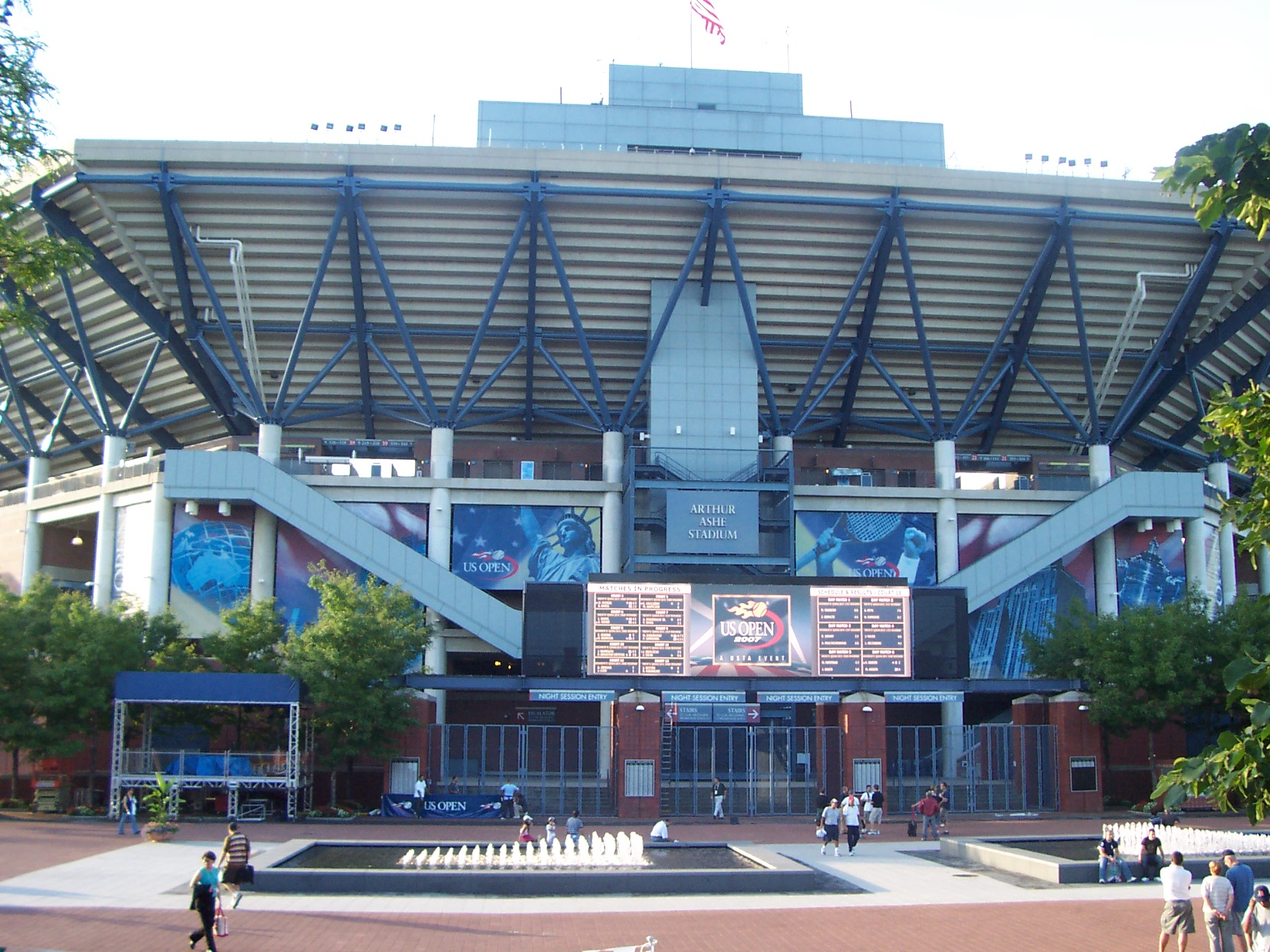
Ingang Arthur Ashe Stadium